# Russula rosea
Espèce
Synonymes
- Agaricus aurora Krombh.[2]
- Russula aurora Krombh. (préféré par BioLib)[2]
- Russula lactea var. incarnata Cooke[2]
- Russula lepida var. aurora (Krombh.) anon. ined.[2]
- Russula rosea var. aurora (Krombh.) R.W. Rayner[2]
- Russula rosea Quél.[2]
- Russula velutipes Velen.[2]

Russula rosea est une espèce de champignons de la famille des Russulaceae.

## Liste des sous-espèces
Selon BioLib (13 décembre 2019) :
- sous-espèce Russula aurora subsp. cretacea Melz. & Zv.